# Levan Akin
Levan Akin (Botkyrka, 14 dicembre 1979) è un regista e sceneggiatore svedese, giunto alla notorietà internazionale con la regia di And Then We Danced.

## Biografia
Figlio di una famiglia emigrata dalla Georgia durante il controllo sovietico, negli anni si avvicina alla cultura e alla lingua georgiana.
Assunto alla SVT come assistente alla produzione di serie televisive, debutta nel 2008 alla regia del suo primo cortometraggio.

## Filmografia

### Cinema
- Il cerchio (Cirkeln) (2015)
- And Then We Danced (Da chven vitsekvet) (2019)
- Crossing (2024)

### Televisione
- Real Humans (Äkta människor) (2012) 20 episodi

## Premi e riconoscimenti
Chicago International Film Festival - 2019
Gold Q-Hugo - And Then We Danced
Guldbagge
- 2019

Migliore sceneggiatura - And Then We Danced
Candidatura a miglior regista - And Then We Danced
- 2024

Miglior regista - Crossing
Candidatura a migliore sceneggiatura - Crossing